# HD 128152
HD 128152，又名CD-39 9047，SAO 205744、HR 5446，是一颗恒星，视星等为6.13，位于銀經324.04，銀緯18.93，其B1900.0坐标为赤經14h 30m 9.1s，赤緯-39° 18.93′ 35″。